# Warfield (British Columbia)
Warfield ist eine kleine Gemeinde im Süden der kanadischen Provinz British Columbia. Sie gehört zum Regional District of Kootenay Boundary und liegt im Übergangsbereich zwischen den Monashee Mountains und den Selkirk Mountains.

## Lage
Die Gemeinde liegt am Highway 22, etwa 3 km östlich von Trail bzw. etwa 6 km westlich von Rossland. Gemeinsam mit dem Highway 22 verläuft hier auch der Highway 3B.

## Geschichte
Bevor diese Gegend von europäischstämmigen Einwanderern besiedelt wurde, war sie Siedlungs- und/oder Jagdgebiet der First Nations, hier der Okanagan.
Ab etwa 1900 war die Entwicklung der Gemeinde, ebenso wie im benachbarten Rossland und Trail, stark abhängig von der „The Consolidated Mining and Smelting Company of Canada“ (später aufgegangen in Teck Resources) welche in der Region Bergbau und Erzverhüttung betrieb.
Am 8. Dezember 1952 erfolgte die Zuerkennung der kommunalen Selbstverwaltung für die Gemeinde (incorporated als Village Municipality).

## Demographie
Die offizielle Volkszählung, der Census 2016, ergab für die Gemeinde eine Bevölkerungszahl von 1680 Einwohnern, nachdem der Zensus im Jahr 2011 für die Gemeinde noch eine Bevölkerungszahl von 1720 Einwohnern ergab. Die Bevölkerung hat damit im Vergleich zum letzten Zensus im Jahr 2011 um 1,2 % abgenommen und sich damit entgegen dem Provinzdurchschnitt, mit einer Bevölkerungszunahme in British Columbia um 5,6 %, entwickelt. Auch im Zensuszeitraum 2006 bis 2011 hatte die Einwohnerzahl in der Gemeinde bereits um 1,7 % abgenommen, während sie im Provinzdurchschnitt um 7,0 % zunahm.
Für den Zensus 2016 wurde für die Gemeinde ein Medianalter von 45,3 Jahren ermittelt. Das Medianalter der Provinz lag 2016 bei nur 42,3 Jahren. Das Durchschnittsalter lag bei 43,3 Jahren, bzw. bei 42,3 Jahren in der Provinz. Zum Zensus 2011 wurde für die Gemeinde noch ein Medianalter von 45,4 Jahren ermittelt, während das Medianalter der Provinz bei nur 41,9 Jahren lag.